# Ga Ninh Bình
Ga Ninh Bình là nhà ga đầu mối chính trên tuyến đường sắt Bắc - Nam thuộc địa phận tỉnh Ninh Bình, tiếp nối sau ga Cát Đằng và trước ga Cầu Yên. Ga toạ lạc ở đường Ngô Gia Tự, phường Hoa Lư.
Ga Ninh Bình cách ga Hà Nội 115 km về phía Bắc, cách ga Nam Định 28 km về phía Bắc, cách ga Thanh Hoá gần 61 km về phía Nam, cách ga Vinh 199 km về phía Nam và cách ga Huế 574 km về phía Nam. Lý trình của ga: km 144 + 775.
Ga Ninh Bình mới được khánh thành tháng 6/2015 thay thế cho ga Ninh Bình cũ cách đó 1,35 km. Năm 2015, ga Ninh Bình được VTC bình luận là ga tàu đẹp và hiện đại nhất Việt Nam. Đến năm 2023, Ga Ninh Bình được quy hoạch nâng cấp từ 3,06 ha mở rộng thành 6,5 ha và là ga hỗn hợp, kết nối với cụm cảng Ninh Bình - Ninh Phúc và cảng cạn ICD Phúc Lộc. Năm 2024, Ga Ninh Bình tiếp tục nằm trong quy hoạch 15 ga đường sắt đầu mối, liên vận quốc tế đến năm 2030.

## Lịch sử hình thành

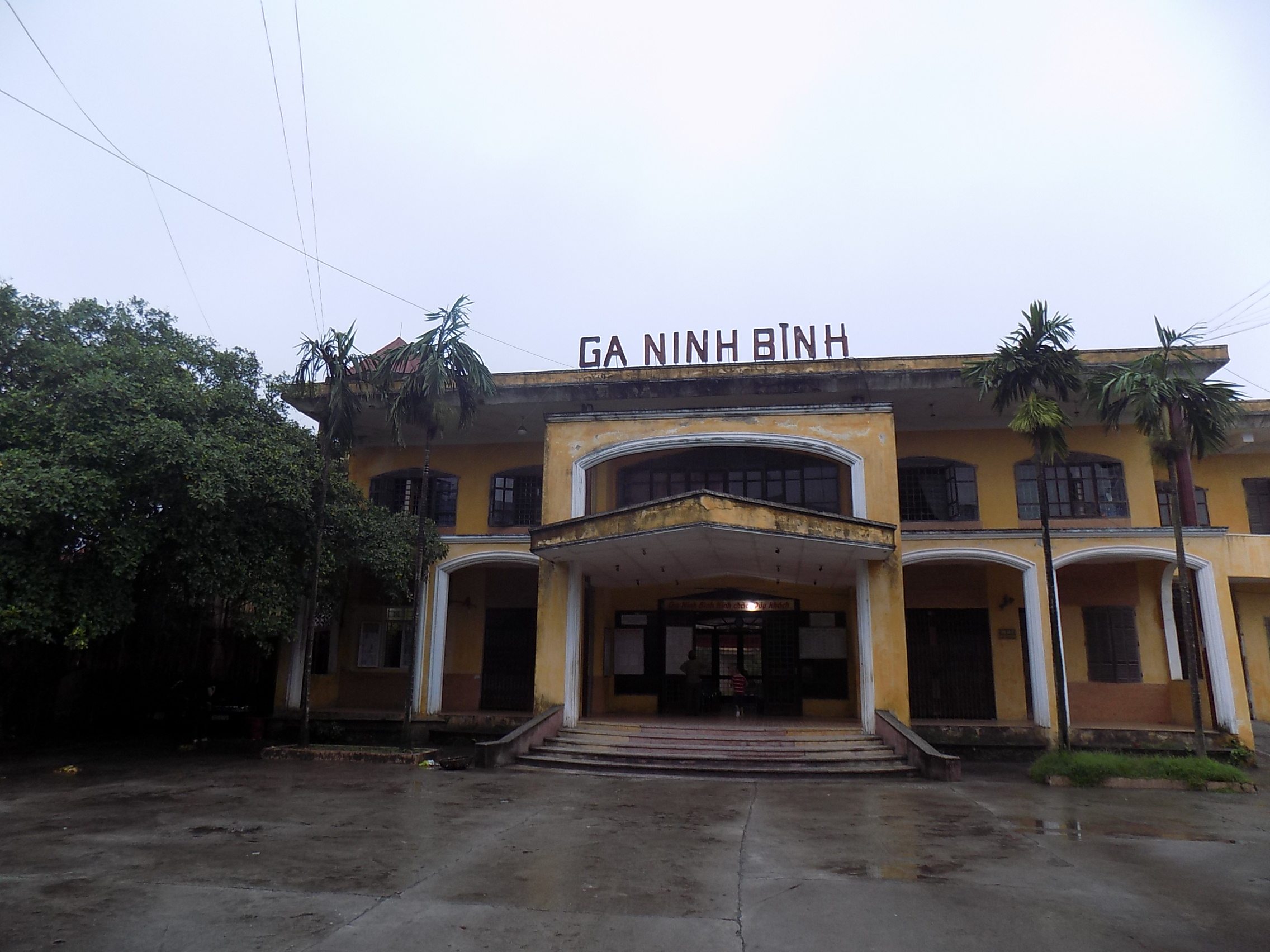
Ga Ninh Bình cũ nay trở thành ga hàng hóa

Ga Ninh Bình cũ trước đây nằm ngay dưới đầu cầu Ninh Bình ở hữu ngạn sông Đáy. Ga nằm trên vùng đất có bề dày về lịch sử văn hóa và tiềm năng du lịch. Trước mặt ga là núi Cánh Diều, tên chữ núi Ngọc Mỹ Nhân - cô gái đẹp như ngọc. Phía sau nhà ga là dòng sông Vân Sàng - tức sông Giường Mây, cái tên được đặt để "kỷ niệm" cuộc gặp gỡ giữa Lê Hoàn - Lê Đại Hành đi đánh trận trở về, gặp Hoàng hậu Dương Vân Nga ngồi thuyền rồng ở sông đón ông. Thời kỳ chống Pháp, nhà ga đóng chặt cửa. Quân Pháp ở núi Non Nước, ở nhà thờ Ninh Bình ngay bên cạnh nhà ga. Đánh Mỹ, ga thị xã Ninh Bình gồng mình chịu những trận bom cực kỳ ác liệt. Ga Ninh Bình ngẩng cao đầu. Đèn nhà ga vẫn sáng, dẫu là ánh sáng le lói. Tiếng còi tàu vẫn âm âm dội vào vách núi Cánh Diều và mấy trăm bánh sắt vẫn lăn đều trên hai đường ray, đi qua nhà ga, kéo một hồi còi, để rồi "xình xịch" chạy về ga Cầu Yên, ga Ghềnh, ga Đồng Giao... Tàu chở quân, chở lương thực, chở vũ khí, chở quân trang. Đoàn tàu thống nhất qua Cầu Ninh Bình và Ga Ninh Bình được miêu tả trong thơ:
"Tàu đi dưới trận mưa bom;
Tiếng còi âm vọng nước non Ninh Bình".
Nhà ga Ninh Bình hiện nay được xây dựng tại vị trí mới hiện đại nằm ở phường Nam Bình là một ga lớn về quy mô với số đường tàu tăng gấp 2,5 lần trước đó và hầu hết các chuyến tàu khách đều dừng lại tại ga.

## Kiến trúc
Năm 2015, ga Ninh Bình mới được xây dựng cách ga cũ 1,35 km về phía Nam, quy mô đường sắt trong ga được tăng từ 4 lên 11 đường giúp tăng khả năng đón tiễn hành khách; tập kết, xếp dỡ hàng hoá; chỉnh bị, sửa chữa đầu máy toa xe và dồn tàu. Hệ thống thông tin, tín hiệu sử dụng tín hiệu ga điện khí tập trung, đóng đường khu gian tự động một phân khu, thông tin cáp quang kỹ thuật số.
Ga Ninh Bình mới có nhiều công trình, hạng mục để phục vụ và hỗ trợ nhiều chuyên ngành khác nhau như nhà ga chính, khu nhà chức năng, khu hóa trường, trạm chỉnh bị đầu máy, trạm chỉnh bị toa xe, quảng trường ga và vườn hữu nghị Việt - Nhật. Đặc biệt, ga được xây dựng bổ sung cầu vượt bộ hành trong ga và nâng cao ke ga để thuận tiện cho hành khách lên xuống tàu.
Nhà ga chính được xây dựng 2 tầng có phòng đợi tàu thông tầng và các khối dịch vụ bao gồm phòng ăn uống, thông tin du lịch và bán đồ lưu niệm. Ga được xây dựng với ý tưởng kiến trúc châu Á xây dựng công nghệ cao, sử dụng mái giàn không gian nhưng vẫn mang nét cổ điển hài hòa với kiến trúc xung quanh.

## Điểm đến gần ga
Ở cự ly 5 km so với ga Ninh Bình có một số điểm đến sau:
- Cụm di tích núi Non Nước - núi Ngọc Mỹ Nhân - chùa Non Nước - núi Kỳ Lân, Chùa Đẩu Long.
- Chợ Rồng Ninh Bình, sông Vân, hồ Máy Xay, hồ Biển Bạch, sân vận động Ninh Bình, các công trình của Thành phố Hoa Lư.
- Một số công trình kiến trúc cầu Ninh Bình, cầu Non Nước, cầu Nam Bình, quảng trường Đinh Tiên Hoàng Đế, Bệnh viện đa khoa Ninh Bình, Nhà máy đạm Ninh Bình.

Ở cự ly 10 km so với ga Ninh Bình có một số điểm đến khác sau:
- Tam Cốc - Bích Động, Khu du lịch sinh thái Tràng An, Cố Viên Lầu, Hành cung Vũ Lâm, Nhà thờ họ Trương Việt Nam, Động Thiên Tôn.
- Các đô thị: thị trấn Thiên Tôn.

Ở cự ly 20 km so với ga Ninh Bình có một số điểm đến khác sau:
- Chùa Bái Đính, Cố đô Hoa Lư, Khu du lịch sinh thái Thung Nham, Động Thiên Hà, Khu bảo tồn thiên nhiên đất ngập nước Vân Long, Chùa Địch Lộng, Đền Thánh Nguyễn.
- Thành phố Tam Điệp, Thị trấn Yên Thịnh, Thị trấn Yên Ninh.

Ở cự ly 30 km so với ga Ninh Bình có một số điểm đến khác sau:
- Động Hoa Lư, Quần thể di tích thờ Vua Đinh ở Ninh Bình, Suối Kênh Gà - Động Vân Trình, Hồ Đồng Chương, Chiến khu Quỳnh Lưu, Phòng tuyến Tam Điệp, Hồ Yên Thắng, Sân golf Hoàng Gia, Hồ Đồng Thái, Nhà thờ chính tòa Phát Diệm.
- Thị trấn Nho Quan, Thị trấn Phát Diệm.